# Final Cut Pro
Final Cut Pro (FCP) ist eine kommerzielle Videoschnittsoftware des US-amerikanischen Unternehmens Apple. Es wird ausschließlich für die eigenen Betriebssysteme macOS und iPadOS vertrieben. Die Software bietet den Import unterschiedlicher Videoquellen, den digitalen nichtlinearen Videoschnitt, native Unterstützung für zahlreiche Videoformate sowie Erweiterungsmöglichkeiten und Interoperabilität auf professionellem Niveau.

## Geschichte
Das Programm wurde ursprünglich 1998 von Randy Ubillos für das US-amerikanische Unternehmen Macromedia unter dem Namen Keygrip als Schnittsystem für das Betriebssystem Windows entwickelt. Er ist auch der Kopf der ersten Versionen von Adobe Premiere. Er wechselte jedoch von Adobe zu Apple, wo er Final Cut und später Final Cut Studio entwickelte. FCPX war ein Wunsch von Steve Jobs mit dem Ziel ein Schnittsystem zu schreiben, das sowohl dem Einsteiger als auch dem Profi ein Werkzeug gibt, anspruchsvolle Filme zu schneiden.

## Entwicklung und Funktionen
Die Programmversion Final Cut Pro bot Schnittmöglichkeiten für viele analoge und digitale Videoformate, von DV bis HD. Auch die Verarbeitung weiterer SD-Videoformate war möglich. So konnte man mit zusätzlicher Videohardware externe Videospieler wie Betacam SP oder Digital Betacam anschließen.
Ab der Version 4.5 (Final Cut Pro HD) kann DVCPRO-HD-Videomaterial mit Hilfe des integrierten FireWire-Anschlusses an einem entsprechend ausgestatteten Power Mac ohne zusätzliche Spezialausrüstung aufgenommen, bearbeitet und ausgegeben werden. Zu den bisherigen Standard-Videoformaten wie z. B. PAL, NTSC (wahlweise 10 oder 8 Bit unkomprimiert), DV, DVCPRO 25, DVCPRO 50, Serial Digital Interface kommen die neuen High-Definition-Formate im progressiven Vollbildformat (25p) oder in verschiedenen Halbbildformaten (interlaced) dazu. Final Cut Pro 4.5 „HD“ unterstützt nativ DVCPRO-HD-Medien sowie sämtliche HDTV-Standards (720p, 1080i, 1080p).
Im Juni 2005 erschien die Version 5 unter dem Namen „Final Cut Pro 5“, ohne den Zusatz „HD“. Dieser war 2005 schon zum Standard für Final Cut Pro geworden. Neu aufgekommene Videoformate wurden integriert, z. B. Panasonic P2, HDV oder XDCAM des japanischen Unternehmens Sony. Diese Formate können direkt über Final Cut Pro importiert bzw. mit Erweiterungen wie „XDCAM Transfer“ der Anbieter importiert werden. Dabei kann eine XDCAM wahlweise über SDI oder Firewire 400 angesteuert werden. Sie verhält sich dann entweder wie eine Festplatte oder ein Rekorder.
Final Cut Pro ist seit der Messe National Association of Broadcasters im Jahr 2006 nicht mehr einzeln erhältlich, sondern ist Bestandteil des Final-Cut-Studio-Paketes. Am 15. April 2007 veröffentlichte Apple die Version Final Cut Studio 2. Neben Final Cut Pro 6 selbst sind auch noch das DVD-Authoring-Programm DVD Studio Pro 4.2, das Audiobearbeitungsprogramm Apple Soundtrack, der Titelgenerator LiveType, die Kodiersoftware Apple Compressor, das Motion-Graphics-Programm Apple Motion 3, die Negativschnitt-Software Cinema Tools (für echten Filmschnitt von 16 mm, 35 mm oder 70 mm), das High-End-Farbkorrektursystem Color sowie Apples High-End-QuickTime Pro 7 enthalten.
Final Cut Pro 6 unterstützt den Red Digital Cinema Camera Company oder kurz RED-Codec selbst nicht, kann diesen aber als Proxy direkt oder als gewandelte YUV-Sequenz importieren. Das Bearbeiten von (RED)-RAW-Dateien, 10- oder 12-bit-RGB444 oder von für Kameras wie die Red verwendeten Auflösungen wie 4520 × 2160 beherrscht FCP nicht. Daher wird FCP oft als Offline-Schnittsystem eingesetzt, von dem aus dann Schnitt per EDL an onlinefähige >4K-, >12-bit-RGB-Systeme übergeben werden.
Am 23. Juli 2009 veröffentlichte Apple Final Cut Pro 7, das in Final Cut Studio 3 enthalten ist. Final Cut Studio bietet in Version 3 nun auch rudimentäre BD-AV-Unterstützung, wobei aber der Blu-ray-Standard, der unter anderem auch BD-Java, BD-Menü, 3D, DRM und anderes voraussetzt, vom Programm zugunsten von iTunes nicht vollständig unterstützt wird.
Auch wenn das Programm offiziell eingestellt war, so wurde es bis 2017 und bis zum Betriebssystem Mac OS 10.12 unterstützt. Mit Mac OS 10.13.1 (High Sierra) wird Final Cut Pro 7 nicht mehr unterstützt.

## Final Cut Express
2003 veröffentlichte Apple mit Final Cut Express eine kostengünstigere Version von Final Cut Pro, mit einer sehr ähnlichen Oberfläche, allerdings ohne einige Pro-Funktionen. Im Januar 2005 kamen die Pro-Tools Soundtrack und LiveType zu FCE hinzu, ebenso neue HDV-Funktionen. Zwecks Funktionsvereinheitlichung wurde FCE im Juni 2011 eingestellt, und zwar zugunsten von Final Cut Pro X.

## Final Cut Pro X
Am 21. Juni 2011 veröffentlichte der Hersteller Final Cut Pro X auf dem „FCP User Supermeet“ im Rahmen der NAB Messe in LasVegas. Das Programm wurde neu geschrieben, um vollständig 64-Bit-kompatibel zu sein sowie OpenCL und Grand Central Dispatch zu unterstützen. Die Version iMovie ist eine Variante, die im Kern eine Vollversion von FCPX ist, jedoch eine vereinfachte Benutzeroberfläche für Laien bietet. Mit der Version Final Cut Pro X wurde die Suite Final Cut Studio eingestellt und die Weiterentwicklung mehrerer Produkte beendet.
Das Farbkorrektursystem Color wurde ersatzlos eingestellt, ebenso das Authoringsystem DVD Studio Pro. Die vormals beinhalteten Programme Final Apple Motion und Apple Compressor wurden jetzt einzeln vertrieben oder waren nur stark eingeschränkt im Schnittprogramm nutzbar. Der Vertrieb erfolgte ausschließlich über den Mac App Store und auch nicht auf DVD. Apple fokussierte nun anders als zuvor mit Final Cut Studio mit Final Cut Pro X den Massenmarkt und senkte den Preis gegenüber Final Cut Studio um 70 Prozent.
Wegen des Fehlens einiger wichtiger Funktionen wie Multicam-Schnitt, dem Importieren von Schnittlisten und der Unterstützung externer Bildschirme gab es Kritik aus professionellen Kreisen. In späteren Versionen reagierte Apple darauf und reichte fehlende Funktionen nach, beispielsweise Multicam-Schnitt und Unterstützung des REDCODE-RAW-Formates und native MXF-Unterstützung. Inzwischen gibt es ein großes Angebot von Drittherstellern, die Effekte und Hardware anbieten.
Nach mehreren großen Kinofilmen in asiatischen Märkten wurde im Jahr 2014 mit Glenn Ficarras „Focus“ mit Will Smith der erste große Hollywood-Film (mit einem Budget von 50,1 Millionen US-Dollar) ausschließlich mit Final Cut Pro X produziert.
Produktionshäuser wie BBC News und RTS sind bereits auf FCPX umgestiegen.